# 경제 자유화
경제 자유화(economic liberalization)는 민간 기업의 더 많은 참여를 대가로 경제에 대한 정부 규제 및 제한을 완화하는 것이다. 정치에서 이 교리는 고전적 자유주의와 신자유주의와 연관되어 있다. 간단히 말해서 자유화는 경제발전을 장려하기 위한 "통제 제거"이다.
많은 국가들은 1980년대, 1990년대, 21세기에 비즈니스 환경으로서 경쟁력을 유지하거나 향상시키겠다는 목표를 가지고 경제 자유화의 길을 추구하고 따랐다. 자유화 정책에는 정부 기관 및 국유 자산의 부분적 또는 완전한 민영화, 노동 시장 유연성 확대, 기업에 대한 세율 인하, 국내외 자본에 대한 제한 완화, 시장 개방 등이 포함될 수 있거나 종종 포함된다. 자유화를 지원하기 위해, 전 영국 총리 토니 블레어(Tony Blair)는 다음과 같이 썼다.
성공은 적응에 신속하고 불평에 더디며 개방적이고 기꺼이 변화하려는 기업과 국가에 돌아갈 것이다. 현대 정부의 임무는 우리 국가가 이러한 도전에 대처할 수 있도록 보장하는 것이다.
개발도상국에서 경제 자유화는 외국 자본과 투자에 대한 자유화 또는 추가적인 "개방"을 의미한다. 오늘날 가장 빠르게 성장하는 개발도상국 세 곳; 브라질, 중국, 인도는 부분적으로 경제를 외국 자본에 자유화하면서 지난 몇 년 또는 수십 년 동안 급속한 경제 성장을 이루었다.
오늘날 많은 국가, 특히 제3세계 국가에는 국내 및 해외 투자 유치 및 유지에 있어 경쟁력을 유지하기 위해 경제를 "자유화"하는 것 외에는 선택의 여지가 없었을 것이다. 이것을 TINA 요인이라고 하며, "대안이 없다"는 뜻이다. 예를 들어, 중국에서는 문화대혁명 이후 개혁이 도입되었다. 마찬가지로 필리핀에서는 헌장 변경에 대한 논쟁의 여지가 있는 제안에는 1987년 헌법의 경제적으로 제한적인 조항을 수정하는 것이 포함된다.
이 기준에 따르면, 자유화된 경제의 반대는 대외 무역과 투자가 폐쇄된 "자급자족" 경제 체제를 갖춘 조선민주주의인민공화국의 경제와 같은 경제이다(폐쇄경제 문서 참고). 그러나 북한은 대규모 국경항인 단둥을 통해 중국과 활발하게 무역을 하고 있으며, 평화와 핵 프로그램 제한의 대가로 다른 나라로부터 원조를 받고 있다는 점에서 세계경제와 완전히 분리된 것은 아니다. 또 다른 예는 사우디아라비아와 아랍에미리트와 같은 석유가 풍부한 국가일 것이다. 그들은 석유 매장량이 이미 막대한 수출 수익을 창출하고 있기 때문에 외국 자본과 투자에 대한 경제를 더 개방할 필요가 없다고 생각한다.
경제자유화는 국내 규제완화와 자유무역 등 무역자유화에 적용된다.

## 같이 보기
- 자본주의
- 경제적 자유주의
- 세계화
- 자유화